# Фахад Авад
Фахад Авад Шахин Шехан (араб. فهد عوض‎; род. 26 февраля 1985, Эль-Кувейт) — кувейтский футболист, защитник. Выступал за сборную Кувейта.

## Карьера
С 2004 по 2017 год выступал за команду «Аль-Кувейт».
С 2005 по 2015 год являлся игроком сборной Кувейта. Всего сыграл за неё 79 матчей. Был заявлен на Кубок Азии 2011.